# Ernest Picard

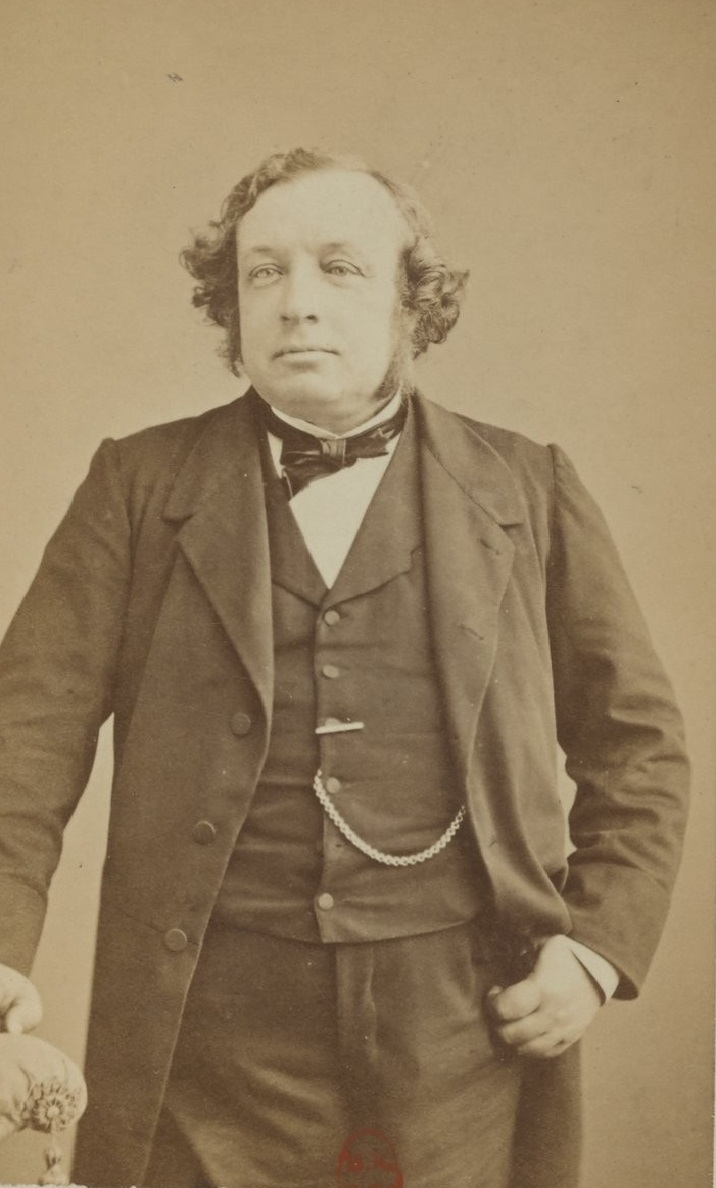
Ernest Picard (Bild: Franck)

Louis Joseph Ernest Picard (* 24. Dezember 1821 in Paris; † 13. Mai 1877 in Paris) war ein französischer Rechtsanwalt und Politiker des Zweiten Kaiserreichs und der Dritten Republik.

## Leben

### Anfänge und Privates
Der Sohn eines Bankdirektors promovierte 1846 in Rechtswissenschaften und wurde Rechtsanwalt in Paris. Picard arbeitete ab 1848 als Sekretär des Bâtonniers Félix Liouville. Nach dieser Tätigkeit wurde er 1853 Präsident der Konferenz Molé (später:Molé-Tocqueville) und trat im August 1866 in den Rat der Anwaltskammer ein. Daneben wurde er Redakteur der Zeitung Le Siècle.
Im Jahr 1860 heiratete er Sophie Liouville (1839–1923), die Tochter von Félix Liouville, Schwester von Henri Liouville und Tante von Jacques Liouville. Das Paar hatte mehrere Kinder. Ernest Picards Bruder Arthur Eugène Picard d’Ambésys war ebenfalls Politiker.

### Politik

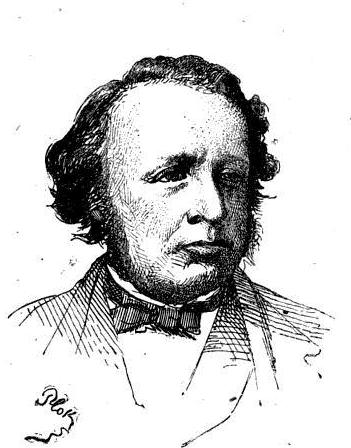
Ernest Picard (Bild: Plock)

Er wurde 1858 zum Abgeordneten des Départements Seine gewählt und widmete sich in seinen Reden vor allem Finanz- und Verwaltungsfragen. 1863 wiedergewählt, sprach er sich vehement gegen die Eingemeindung der Vororte nach Paris aus und führte leidenschaftliche Kampagnen gegen den Präfekten Haussmann. Er wurde 1869 in den Départements Seine und Hérault wiedergewählt, scheiterte jedoch im Département Meuse. Er wählte dieses Département, um die Wahl in Paris einem Mitglied der Opposition vorzubehalten. Im Corps législatif setzt er sich an die Spitze der offenen Linken. Picard erkannte die Möglichkeit einer Verständigung mit dem Zweiten Kaiserreich an, stimmte aber gegen die Kriegserklärung an Preußen.
Am 4. September 1870 wurde er Mitglied der Regierung der nationalen Verteidigung und Finanzminister. In dieser Funktion unterzeichnete er die Abschaffung der Stempelsteuer auf Zeitungen und sprach sich gleichzeitig gegen Maßnahmen aus, die die Finanzen belasteten. Am 25. Januar 1871 begleitete er Jules Favre nach Versailles, um mit Bismarck über die Kapitulation zu verhandeln, und handelte anschließend mit den Pariser Bankiers die vom preußischen Kanzler geforderten Kriegskontribution aus. Am 4. September 1870 gehörte Picard zu den Unterzeichnern der Erklärung, die Léon Gambetta verlas, als er vom Pariser Rathaus aus die Republik ausrief.
Bei den Wahlen zur Nationalversammlung 1871 scheiterte er in Paris, wurde aber in den Départements Seine-et-Oise und Meuse gewählt. Er entschied sich für das Département Meuse, reiste nach Bordeaux und reichte seinen Rücktritt als Minister ein, wurde aber sofort von Thiers zurückgerufen, um im neuen Kabinett das Innenressort zu übernehmen. Dort nahm Picard eine umfassende Reorganisation der Präfekturen vor und beteiligte sich aktiv an den Maßnahmen gegen die Pariser Kommune und die Aufstände in mehreren Provinzstädten. Da er sowohl von republikanischer als auch von königstreuer Seite angegriffen wurde, musste er nach der Niederlage der Kommune zurücktreten. Thiers bot ihm an, Gouverneur der Banque de France zu werden, doch Picard zog den Botschafterposten in Belgien vor, den er bis 1873 mit seinem Abgeordnetenmandat verband. In der Abgeordnetenkammer kehrte er zum linken Zentrum (Centre gauche) zurück, stimmte für das Amendement Wallon und die Verfassungsgesetze von 1875 und wurde am 10. Dezember 1875 zum Sénateur inamovible ernannt, wo er ebenfalls dem linken Zentrum angehörte.
Er wurde auf dem Friedhof Père Lachaise (Abteilung 8) in Paris beigesetzt.